# Ichirnawa
Ichirnawa (auch: Ichirnaoua, Tchirnawa) ist eine Landgemeinde im Departement Kantché in Niger.

## Geographie
Ichirnawa liegt in der Sahelzone. Die Nachbargemeinden sind Garagoumsa im Nordwesten, Tirmini im Nordosten, Droum im Osten, Doungou im Südosten, Matamèye im Südwesten und Kantché im Westen. Bei den Siedlungen im Gemeindegebiet handelt es sich um 23 Dörfer, 46 Weiler und 3 Lager. Der Hauptort der Landgemeinde ist das Dorf Ichirnawa.

## Geschichte
Die Landgemeinde Ichirnawa ging 2002 im Zuge einer landesweiten Verwaltungsreform aus einem Teil des Kantons Kantché hervor.

## Bevölkerung
Bei der Volkszählung 2012 hatte die Landgemeinde 42.582 Einwohner, die in 6673 Haushalten lebten. Bei der Volkszählung 2001 betrug die Einwohnerzahl 24.993 in 3880 Haushalten.
Im Hauptort lebten bei der Volkszählung 2012 989 Einwohner in 143 Haushalten, bei der Volkszählung 2001 477 in 74 Haushalten und bei der Volkszählung 1988 486 in 94 Haushalten.
In Ichirnawa leben Angehörige der vor allem Agropastoralismus betreibenden Fulbe-Untergruppe Daourawa.

## Politik
Der Gemeinderat (conseil municipal) hat 14 gewählte Mitglieder. Mit den Kommunalwahlen 2020 sind die Sitze im Gemeinderat wie folgt verteilt: 8 PNDS-Tarayya, 4 RPP-Farilla, 1 CPR-Inganci und 1 RDR-Tchanji.
Jeweils ein traditioneller Ortsvorsteher (chef traditionnel) steht an der Spitze von 22 Dörfern in der Gemeinde, darunter dem Hauptort.

## Wirtschaft und Infrastruktur
Die Gemeinde liegt in einer Zone, in der Regenfeldbau betrieben wird. In der Siedlung Daratchama ist ein Gesundheitszentrum des Typs Centre de Santé Intégré (CSI) vorhanden. Beim Centre de Formation aux Métiers d’Ichirnawa (CFM Ichirnawa) handelt es sich um ein Berufsausbildungszentrum. Die 9,89 Kilometer lange Route 741 führt vom Hauptort über das Dorf Bossosowa zur Nationalstraße 10. Es handelt sich um eine wenig ausgebaute Landstraße.